# Goliath (Walibi Holland)
Pour les articles homonymes, voir Goliath.
Goliath  sont des montagnes russes assises  du parc Walibi Holland, localisées à Dronten, aux Pays-Bas. Le parcours est similaire à des hyper montagnes russes sauf que l'attraction fait 46 mètres de haut et non 60 mètres. Intamin désigne ces montagnes russes par le terme mega-lite, c'est-à-dire une attraction ayant l'aspect d'hyper montagnes russes.
Goliath a une hauteur de 46,8 mètres, une longueur de 1 214 mètres et une vitesse maximale de 106 km/h. Ce sont les montagnes russes les plus hautes, les plus longues et les plus rapides des Pays-Bas.

## Le circuit
Le circuit commence par un lift hill à câble de 46 mètres de hauteur. Ensuite, le train fait la première descente, puis remonte et fait une deuxième grande descente. Après ça, il remonte et fait un overbanked turn d'environ 100 degrés vers la droite, avant de descendre une hélice de 270 degrés. Après un stengel dive, le train fait une hélice montante de 380 degrés et courbe ce qui ramène le train parallèle au lift hill. Il fait encore trois bosses sur lesquelles les passagers ressentent des airtimes et un demi-tour avant d'atteindre les freins finaux.

## Trains
Goliath a 2 trains de 8 wagons. Les passagers sont placés à 2 sur 2 rangs pour un total de 32 passagers par train.

## Classements
| Rang | 19 | 19 | 24 | 24 | 29 | 29 | 32 | 40 | 41 | 36 |

| Rang | 16 | 10 | 13 | 11 | 4 | 8 | 8 | 5 | 7 |

## Galerie

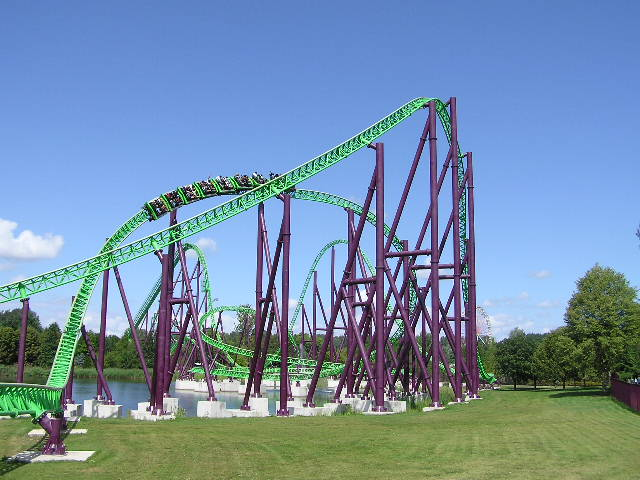
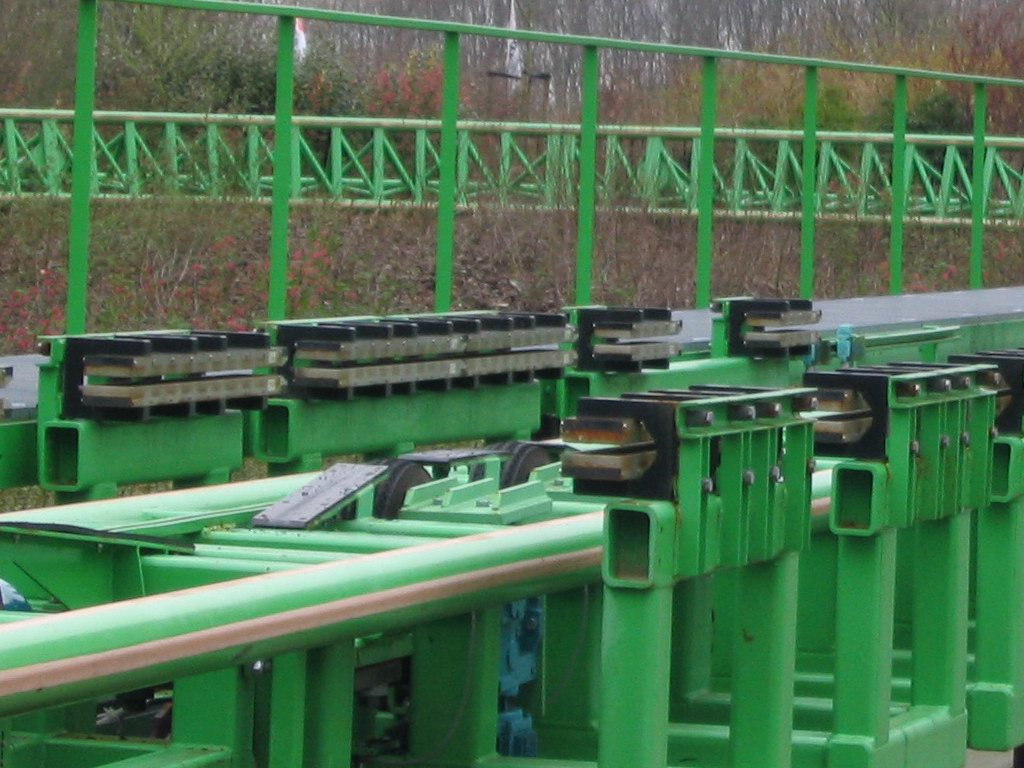
Section de freins.